# Nekrolog 4. Quartal 1993
Nekrolog
◄◄
| ◄
| 1989
| 1990
| 1991
| 1992
| 1993 | 1994 | 1995 | 1996 | 1997 | ► | ►►
1. Quartal |
2. Quartal |
3. Quartal |
4. Quartal 1993
Weitere Ereignisse | Allgemeiner Nekrolog 1993
Die Beschreibung der verstorbenen Person sollte so kurz wie möglich gehalten sein und nur deren signifikante Tätigkeit(en) enthalten.
Neue Namen ggf. auch unter dem Geburts- und Sterbedatum, also etwa unter 1. Januar und im Geburts- und Sterbejahr (2024) eintragen (nur bei entsprechender großer Wichtigkeit). Für Beispiele siehe die schon vorhandenen Artikel.
Außerdem über die fünf zuletzt Verstorbenen, zu denen es einen ausreichend guten Artikel für eine Präsentation auf der Hauptseite gibt, nach der todesbedingten Überarbeitung der Artikel ggf. auch unter Wikipedia Diskussion:Hauptseite informieren und sie am besten auch in den anderen Wikipedia-Sprachversionen eintragen. Tipp: Regelmäßig bei news.google.de nach „ist tot“, „gestorben“ oder „verstorben“ suchen.
Wenn eine Person gestorben ist, gibt es viele Seiten zu dieser Person in der Wikipedia, die davon auch betroffen sind und entsprechend aktualisiert werden müssen. Beispiele: Namenübersichtsseite, Geburtsjahr, Geburtsort-Seiten und viele mehr.
Wie finde ich die betroffenen Seiten?
Im Suchfeld auf der linken Seite gibt man den Suchbegriff so ein: „Vorname Nachname“. Dann klickt man auf Volltext und alle Seiten mit entsprechendem Suchtext werden aufgerufen. Hier sieht man dann schnell, wo auch das Todesjahr Sinn macht oder sogar ein Teil des Artikels angepasst werden muss. Auch hilft das „Werkzeug“ auf der linken Seite sehr gut, um solche Seiten aufzufinden: „Links auf diese Seite“. Somit ist die Wikipedia wieder aktuell in allen Bereichen! Hinweis: bei Eintragung der Kategorie „Gestorben JAHR“ wird der Missbrauchsfilter 49 ausgelöst, was jedoch nicht schlimm ist. Siehe: Spezial:Missbrauchsfilter/49
Dies ist eine Liste von im vierten Quartal 1993 verstorbenen bekannten Persönlichkeiten. Die Einträge erfolgen innerhalb der einzelnen Daten alphabetisch sortiert. Tiere sind im Nekrolog für Tiere zu finden.

## Oktober
| Tag         | Name                                   | Beruf, bekannt als                                                                                   | Alter | Beleg |
| ----------- | -------------------------------------- | --- | ----- | ----- |
| 1. Oktober  | Fran Bošnjaković                       | kroatischer Physiker                                                                                 | 91    |       |
| 1. Oktober  | Segundo Castillo                       | peruanischer Fußballspieler                                                                          | 80    |       |
| 1. Oktober  | Janine Darcey                          | französische Schauspielerin                                                                          | 76    |       |
| 1. Oktober  | Sigurð Joensen                         | färöischer Politiker                                                                                 | 82    |       |
| 1. Oktober  | Hermann Otto Sleumer                   | deutsch-niederländischer Botaniker                                                                   | 87    |       |
| 1. Oktober  | Giuseppe Vari                          | italienischer Filmeditor, Drehbuchautor und Regisseur                                                | 77    |       |
| 2. Oktober  | Ahmed Abdul-Malik                      | US-amerikanischer Jazzmusiker                                                                        | 66    |       |
| 2. Oktober  | William Berger                         | österreichischer Schauspieler                                                                        | 65    |       |
| 2. Oktober  | Roderich Plate                         | deutscher Agrarökonom und Berater der Bundesregierung                                                | 86    |       |
| 3. Oktober  | Gary Ivan Gordon                       | US-amerikanischer Soldat                                                                             | 33    |       |
| 3. Oktober  | Holger Hattesen                        | deutsch-dänischer Künstler                                                                           | 56    |       |
| 3. Oktober  | Mihály Korom                           | ungarischer kommunistischer Politiker, Mitglied des Parlaments                                       | 65    |       |
| 3. Oktober  | Wolfgang Oehms                         | deutscher Organist                                                                                   | 60    |       |
| 3. Oktober  | Josef Schatz                           | deutscher Jurist und Politiker (BVP, CSU), MdB                                                       | 88    |       |
| 3. Oktober  | Randall Shughart                       | US-amerikanischer Soldat                                                                             | 35    |       |
| 3. Oktober  | Hans-Dieter Wacker                     | deutscher Fußballspieler                                                                             | 34    |       |
| 4. Oktober  | Jerzy Broszkiewicz                     | polnischer Autor, Schriftsteller und Journalist                                                      | 71    |       |
| 4. Oktober  | Varetta Dillard                        | US-amerikanische Rhythm-and-Blues-Sängerin                                                           | 60    |       |
| 4. Oktober  | Jim Holton                             | schottischer Fußballspieler                                                                          | 42    |       |
| 4. Oktober  | Enrico Paribeni                        | italienischer Klassischer Archäologe                                                                 | 82    |       |
| 5. Oktober  | Francesco Carpino                      | italienischer Geistlicher, Erzbischof von Palermo und ein Kardinal                                   | 88    |       |
| 5. Oktober  | Roberto Florio                         | argentinischer Tangosänger                                                                           | 63    |       |
| 5. Oktober  | Karl Gordon Henize                     | US-amerikanischer Astronaut                                                                          | 66    |       |
| 5. Oktober  | Karl August Ohrt                       | deutscher Maler, Bildhauer, Grafiker                                                                 | 91    |       |
| 5. Oktober  | Dumitru Stăniloae                      | rumänisch-orthodoxer Theologe                                                                        | 89    |       |
| 6. Oktober  | Andrew Augustine Caffrey               | US-amerikanischer Jurist                                                                             | 73    |       |
| 6. Oktober  | Stillman Drake                         | kanadischer Wissenschaftshistoriker und Galileo-Galilei-Forscher                                     | 82    |       |
| 6. Oktober  | Nejat Eczacıbaşı                       | türkischer Geschäftsmann und Vorsitzender der Geschäftsführung des Familienunternehmens              | 80    |       |
| 6. Oktober  | Adriana Facchetti                      | italienische Schauspielerin                                                                          | 72    |       |
| 6. Oktober  | Arthur Jacobson                        | US-amerikanischer Regieassistent und Filmregisseur                                                   | 91    |       |
| 6. Oktober  | Gerhard Lustig                         | deutscher Mathematiker                                                                               | 64    |       |
| 6. Oktober  | Vinzenz Oberhammer                     | österreichischer Kunsthistoriker                                                                     | 91    |       |
| 6. Oktober  | Victor Razafimahatratra                | madagassischer Geistlicher, Erzbischof von Antananarivo und Kardinal der römisch-katholischen Kirche | 72    |       |
| 6. Oktober  | Robert Rompe                           | deutscher Physiker, MdV                                                                              | 88    |       |
| 6. Oktober  | Joaquín Torrents Lladó                 | spanischer Maler                                                                                     | 47    |       |
| 6. Oktober  | Larry Walters                          | US-amerikanischer Ballonfahrer                                                                       | 44    |       |
| 7. Oktober  | Ivor Bulmer-Thomas                     | britischer Journalist, Mathematikhistoriker und Politiker                                            | 87    |       |
| 7. Oktober  | Cyril Cusack                           | irischer Schauspieler                                                                                | 82    |       |
| 7. Oktober  | Michael de Ferdinandy                  | ungarischer Historiker                                                                               | 81    |       |
| 7. Oktober  | Carl-Justus Heckmann                   | deutscher Verfahrenstechniker                                                                        | 91    |       |
| 7. Oktober  | Hans Liebherr                          | deutscher Erfinder und Unternehmer                                                                   | 78    |       |
| 7. Oktober  | Walter Macher                          | österreichischer Politiker (ÖVP), Landtagsabgeordneter, Mitglied des Bundesrates                     | 77    |       |
| 7. Oktober  | Agnes de Mille                         | US-amerikanische Tänzerin und Choreografin                                                           | 88    |       |
| 7. Oktober  | Alexis Scamoni                         | deutscher Forstwissenschaftler und Hochschullehrer                                                   | 82    |       |
| 7. Oktober  | Helga Stöver                           | deutsche Pädagogin                                                                                   | 67    |       |
| 7. Oktober  | Jaro Zeman                             | österreichischer Maschinenbauer und Hochschullehrer                                                  | 94    |       |
| 8. Oktober  | Bruno Balscheit                        | Schweizer evangelischer Geistlicher und Hochschullehrer                                              | 82    |       |
| 8. Oktober  | Gu Cheng                               | chinesischer Dichter, Essayist und Romanautor                                                        | 37    |       |
| 8. Oktober  | Abraham Bernard May                    | namibischer Chirurg und Bürgermeister                                                                | 81    |       |
| 8. Oktober  | Ernst Schade                           | deutscher Germanist                                                                                  | 67    |       |
| 8. Oktober  | Alfred Toepfer                         | deutscher Unternehmer und Stifter der größten privaten Stiftung Deutschlands                         | 99    |       |
| 8. Oktober  | Piotr Zaremba                          | polnischer Architekt und Stadtplaner                                                                 | 83    |       |
| 9. Oktober  | Grete Fischer                          | deutsche Schriftstellerin                                                                            | 71    |       |
| 9. Oktober  | Bernard James Ganter                   | US-amerikanischer Geistlicher, Bischof von Beaumont                                                  | 65    |       |
| 9. Oktober  | Hans Klakow                            | deutscher Bildhauer                                                                                  | 94    |       |
| 10. Oktober | Absalon                                | israelischer Künstler                                                                                | 28    |       |
| 10. Oktober | Catherine Collard                      | französische Pianistin und Musikpädagogin                                                            | 46    |       |
| 10. Oktober | Hans Bodo Gorgaß                       | deutscher Tötungsarzt der Aktion T4                                                                  | 84    |       |
| 10. Oktober | Hans Hagemeyer                         | deutscher Politiker (NSDAP), MdR, enger Mitarbeiter Alfred Rosenbergs                                | 94    |       |
| 10. Oktober | Hans Walter Hennicke                   | deutscher Keramiker                                                                                  | 66    |       |
| 10. Oktober | Thim van der Laan                      | niederländischer Hochschulgründer                                                                    | 69    |       |
| 10. Oktober | Keith Murray, Baron Murray of Newhaven | britischer Agrarwissenschaftler und Hochschulpräsident                                               | 90    |       |
| 10. Oktober | Gisela Peschke                         | deutsche Malerin und Bühnenbildnerin                                                                 | 51    |       |
| 10. Oktober | Margot Pfannstiel                      | deutsche Journalistin und Autorin                                                                    | 67    |       |
| 10. Oktober | Kelle Riedl                            | österreichischer Theaterschauspieler und -regisseur                                                  | 66    |       |
| 10. Oktober | Fritz Verdenhalven                     | deutscher Bibliothekar, Heimatkundler und Genealoge                                                  | 82    |       |
| 11. Oktober | Joe Barzda                             | US-amerikanischer Autorennfahrer                                                                     | 78    |       |
| 11. Oktober | Enno von Marcard                       | deutscher Bankier                                                                                    | 92    |       |
| 11. Oktober | Yvar Mikhashoff                        | US-amerikanischer Pianist                                                                            | 52    |       |
| 11. Oktober | Nathan Rotenstreich                    | israelischer Philosoph                                                                               | 79    |       |
| 11. Oktober | Jess Thomas                            | US-amerikanischer Heldentenor                                                                        | 66    |       |
| 12. Oktober | Leon Ames                              | US-amerikanischer Schauspieler                                                                       | 91    |       |
| 12. Oktober | Mircea David                           | rumänischer Fußballspieler und -trainer                                                              | 78    |       |
| 12. Oktober | Lawrence Hafstad                       | US-amerikanischer Physiker                                                                           | 89    |       |
| 12. Oktober | Hans Heinsheimer                       | US-amerikanischer Musikverleger, Autor und Journalist                                                | 93    |       |
| 12. Oktober | Hans Kummerer                          | österreichischer Blasmusikkomponist                                                                  | 79    |       |
| 12. Oktober | Morita Sai                             | japanischer Maler                                                                                    | 95    |       |
| 13. Oktober | Maurus Kramer                          | österreichischer römisch-katholischer Geistlicher                                                    | 93    |       |
| 14. Oktober | Joseph S. Ammerman                     | US-amerikanischer Politiker                                                                          | 69    |       |
| 14. Oktober | Otto John Firestone                    | kanadischer Ökonom                                                                                   | 80    |       |
| 14. Oktober | D. Bailey Merrill                      | US-amerikanischer Politiker                                                                          | 80    |       |
| 14. Oktober | Walter Newman                          | US-amerikanischer Drehbuchautor                                                                      | 77    |       |
| 14. Oktober | Jerzy Rayski                           | polnischer Physiker                                                                                  | 76    |       |
| 15. Oktober | Marianne Dirks                         | deutsche Musikpädagogin und Frauenrechtlerin                                                         | 80    |       |
| 15. Oktober | Edda Egger                             | österreichische Politikerin (ÖVP), Landtagsabgeordnete, Mitglied des Bundesrates                     | 83    |       |
| 15. Oktober | Herbert Fuller                         | britischer Radrennfahrer                                                                             | 90    |       |
| 15. Oktober | Hans Heger                             | österreichischer Politiker (ÖVP), Vorsitzender des Bundesrates                                       | 77    |       |
| 15. Oktober | Clarence Lung                          | US-amerikanischer Schauspieler                                                                       | 78    |       |
| 15. Oktober | Volker Press                           | deutscher Historiker                                                                                 | 54    |       |
| 15. Oktober | Dan Turèll                             | dänischer Schriftsteller und Journalist                                                              | 47    |       |
| 16. Oktober | Paolo Bortoluzzi                       | italienischer Tänzer                                                                                 | 55    |       |
| 16. Oktober | Sylvère Caffot                         | französischer Komponist                                                                              | 89    |       |
| 16. Oktober | Rudolf Engel                           | deutscher kommunistischer Politiker (KPD/SED)                                                        | 90    |       |
| 17. Oktober | Tamara Dembo                           | US-amerikanische Gestaltpsychologin                                                                  | 91    |       |
| 17. Oktober | Helmut Gollwitzer                      | evangelischer Theologe und Schriftsteller                                                            | 84    |       |
| 17. Oktober | Criss Oliva                            | US-amerikanischer Musiker                                                                            | 30    |       |
| 17. Oktober | William Paton                          | britischer Pharmakologe                                                                              | 76    |       |
| 17. Oktober | Gerhard Winterberger                   | Schweizer Wirtschaftswissenschaftler                                                                 | 71    |       |
| 18. Oktober | Bernd Baselt                           | deutscher Musikwissenschaftler                                                                       | 59    |       |
| 18. Oktober | Paul Buschenhagen                      | deutscher Bahnradsportler                                                                            | 89    |       |
| 18. Oktober | Peter Haasen                           | deutscher Physiker                                                                                   | 66    |       |
| 18. Oktober | Salvador P. Lopez                      | philippinischer Politiker, Journalist und Universitätspräsident                                      | 82    |       |
| 19. Oktober | Theopont Diez                          | deutscher Politiker (CDU), MdL                                                                       | 85    |       |
| 19. Oktober | Pola Illéry                            | rumänisch-französische Filmschauspielerin                                                            | 83    |       |
| 19. Oktober | Carsta Löck                            | deutsche Schauspielerin                                                                              | 90    |       |
| 19. Oktober | Lucien J. Maciora                      | US-amerikanischer Politiker                                                                          | 91    |       |
| 19. Oktober | Bert Schoofs                           | niederländischer Tischtennisspieler                                                                  | 48    |       |
| 20. Oktober | Aage Dons                              | dänischer Schriftsteller                                                                             | 90    |       |
| 20. Oktober | Gottfried Eduard Hofer                 | Schweizer Unternehmer                                                                                | 102   |       |
| 20. Oktober | Martti Matilainen                      | finnischer Leichtathlet                                                                              | 86    |       |
| 21. Oktober | Ove Hove                               | dänischer Politiker (Socialdemokraterne), Minister                                                   | 79    |       |
| 21. Oktober | Asbjørn Joensen                        | färöischer Politiker                                                                                 | 66    |       |
| 21. Oktober | Jan Maciejko                           | polnischer Eishockeytorwart und -trainer                                                             | 80    |       |
| 21. Oktober | Melchior Ndadaye                       | burundischer Politiker                                                                               | 40    |       |
| 21. Oktober | Jacques de Thier                       | belgischer Diplomat                                                                                  | 93    |       |
| 21. Oktober | Horst Weiße                            | deutscher Holzschnitzer, Bildhauer und Lyriker                                                       | 73    |       |
| 22. Oktober | Friedrich Dickel                       | deutscher Politiker (SED), MdV, Minister des Inneren der DDR                                         | 79    |       |
| 22. Oktober | Otto Fischer                           | Schweizer Politiker (FDP)                                                                            | 78    |       |
| 22. Oktober | Adolf-Henning Frucht                   | deutscher Arzt und Physiologe                                                                        | 80    |       |
| 22. Oktober | Jiří Hájek                             | tschechoslowakischer Politiker und Leitfigur des so genannten Prager Frühlings (1968)                | 80    |       |
| 22. Oktober | Georg Hermanowski                      | deutscher Schriftsteller und Übersetzer                                                              | 74    |       |
| 22. Oktober | Salvador Albert Schlaefer Berg         | US-amerikanischer römisch-katholischer Ordensgeistlicher                                             | 73    |       |
| 22. Oktober | Hans Walter Wolff                      | deutscher Theologe                                                                                   | 81    |       |
| 23. Oktober | Ulf Björlin                            | schwedischer Komponist, Arrangeur und Dirigent                                                       | 60    |       |
| 23. Oktober | Wacław Felczak                         | polnischer Historiker und Widerstandskämpfer                                                         | 77    |       |
| 23. Oktober | Wilhelm Siegmund Feldberg              | deutscher Pharmakologe und Physiologe                                                                | 92    |       |
| 23. Oktober | Innes Ireland                          | britischer Automobilrennfahrer                                                                       | 63    |       |
| 23. Oktober | John E. Rexine                         | US-amerikanischer Klassischer Philologe, Byzantinist und Neogräzist                                  | 64    |       |
| 23. Oktober | Hans-Rudolf Schwyzer                   | Schweizer Klassischer Philologe und Philosophiehistoriker                                            | 85    |       |
| 23. Oktober | İhsan Türemen                          | türkischer Fußballspieler                                                                            |       |       |
| 24. Oktober | Werner Ballhaus                        | deutscher Bundesrichter                                                                              | 73    |       |
| 24. Oktober | Joseph Grimond                         | britischer Politiker                                                                                 | 80    |       |
| 24. Oktober | Přemysl Hainý                          | tschechischer Eishockeyspieler und -trainer                                                          | 67    |       |
| 24. Oktober | Fritz Jüptner-Jonstorff                | österreichischer Filmarchitekt                                                                       | 85    |       |
| 24. Oktober | Heinz Kubsch                           | deutscher Fußballtorhüter                                                                            | 63    |       |
| 24. Oktober | Hans Mottek                            | deutscher Wirtschaftswissenschaftler                                                                 | 83    |       |
| 24. Oktober | Arno Türklitz                          | deutscher Möbelhändler und Mäzen                                                                     | 82    |       |
| 25. Oktober | Walter Gerhäuser                       | deutscher Ingenieur, Marmorfabrikant                                                                 | 93    |       |
| 25. Oktober | Inge Hesse-Peters                      | deutsche Schauspielerin                                                                              | 72    |       |
| 25. Oktober | Marija Kapnist                         | sowjetisch-ukrainische Filmschauspielerin                                                            | 79    |       |
| 25. Oktober | Josef Losert                           | österreichischer Fechter und Fechttrainer                                                            | 85    |       |
| 25. Oktober | Vincent Price                          | US-amerikanischer Schauspieler und Autor                                                             | 82    |       |
| 25. Oktober | Reinhard Röpke                         | deutscher Unternehmer                                                                                |       |       |
| 26. Oktober | Ángel José Battistessa                 | argentinischer Romanist, Hispanist, Französist, Italianist, Germanist, Anglist und Übersetzer        | 91    |       |
| 26. Oktober | Eldon Dyer                             | US-amerikanischer Mathematiker                                                                       |       |       |
| 26. Oktober | František Filipovský                   | tschechoslowakischer Schauspieler                                                                    | 86    |       |
| 26. Oktober | Henriette Hardenberg                   | expressionistische Dichterin                                                                         | 99    |       |
| 26. Oktober | Albert Hyzler                          | maltesischer Präsident                                                                               | 76    |       |
| 26. Oktober | Harold Rome                            | US-amerikanischer Musical-Komponist                                                                  | 85    |       |
| 26. Oktober | Albert Zugsmith                        | US-amerikanischer Filmproduzent und -regisseur                                                       | 83    |       |
| 27. Oktober | Léo Hamon                              | französischer Politiker und Hochschullehrer, Abgeordneter, Senator und Staatssekretär                | 85    |       |
| 27. Oktober | Jean Leclercq                          | französischer Benediktiner, Historiker und Mediävist                                                 | 82    |       |
| 27. Oktober | Betty Söderberg                        | dänische Schauspielerin                                                                              | 82    |       |
| 27. Oktober | Peter Quennell                         | britischer Schriftsteller                                                                            | 88    |       |
| 28. Oktober | Émile Chambon                          | Schweizer Maler                                                                                      | 88    |       |
| 28. Oktober | Doris Duke                             | US-amerikanische Kunstsammlerin, Mäzenin und Unternehmerin                                           | 80    |       |
| 28. Oktober | Grégoire Leisen                        | luxemburgischer Radrennfahrer                                                                        | 77    |       |
| 28. Oktober | Peeter Lilje                           | sowjetischer Dirigent                                                                                | 43    |       |
| 28. Oktober | Juri Michailowitsch Lotman             | russischer Literaturwissenschaftler                                                                  | 71    |       |
| 28. Oktober | Louise de Montel                       | niederländische Sängerin                                                                             | 67    |       |
| 29. Oktober | Lipman Bers                            | US-amerikanischer Mathematiker                                                                       | 79    |       |
| 29. Oktober | John William Brown                     | US-amerikanischer Politiker                                                                          | 79    |       |
| 29. Oktober | Robert Dilworth                        | US-amerikanischer Mathematiker                                                                       | 78    |       |
| 29. Oktober | Herbert Lütkebohmert                   | deutscher Fußballspieler                                                                             | 45    |       |
| 29. Oktober | Stanisław Marusarz                     | polnischer Skisportler                                                                               | 80    |       |
| 29. Oktober | Hans Georg Schachtschabel              | deutscher Politiker (SPD), MdB, MdEP                                                                 | 79    |       |
| 29. Oktober | Karl Schlüter                          | deutscher Architekt und Baubeamter                                                                   | 85    |       |
| 29. Oktober | Elliot Scott                           | britischer Filmarchitekt                                                                             | 78    |       |
| 29. Oktober | František Tokár                        | slowakischer Tischtennisspieler                                                                      | 68    |       |
| 29. Oktober | Roger Turner                           | US-amerikanischer Eiskunstläufer                                                                     | 92    |       |
| 30. Oktober | Bob Atcher                             | US-amerikanischer Country-Sänger                                                                     | 79    |       |
| 30. Oktober | Willy Calewaert                        | belgischer Politiker, Senatspräsident                                                                | 77    |       |
| 30. Oktober | Jacques Géron                          | belgischer Comiczeichner                                                                             | 43    |       |
| 30. Oktober | Paul Grégoire                          | kanadischer Kardinal und Erzbischof von Montréal                                                     | 82    |       |
| 30. Oktober | Emil Greul                             | deutscher Offizier, zuletzt Admiralstabsarzt sowie letzter Sanitätschef der Kriegsmarine             | 97    |       |
| 30. Oktober | Louis B. Heller                        | US-amerikanischer Jurist und Politiker                                                               | 88    |       |
| 30. Oktober | Pauli Jørgensen                        | dänischer Fußballspieler                                                                             | 87    |       |
| 30. Oktober | Maria Matray                           | deutsche Schauspielerin                                                                              | 86    |       |
| 31. Oktober | Federico Fellini                       | italienischer Filmemacher und Regisseur                                                              | 73    |       |
| 31. Oktober | River Phoenix                          | US-amerikanischer Schauspieler und Musiker                                                           | 23    |       |
| 31. Oktober | Erich Romanovsky                       | österreichischer Komponist und Organist                                                              | 64    |       |
| 31. Oktober | Edwin Anderson Walker                  | US-amerikanischer Generalmajor                                                                       | 83    |       |
| Oktober     | Şükriyyə Axundzadə                     | Opfer der stalinistischen Repressionen in Aserbaidschan                                              |       |       |
| Oktober     | Howard Davies                          | südafrikanischer Hürdenläufer und Sprinter                                                           | 86    |       |
| Oktober     | Leopold Facco                          | österreichischer Fußballspieler                                                                      | 85    |       |
| Oktober     | Peter Rößler                           | deutscher Richter                                                                                    | 80    |       |
| Oktober     | Jean Sneyers                           | belgischer Boxer                                                                                     | 66    |       |
| Oktober     | Konrad Stangl                          | deutscher Offizier der Luftwaffe                                                                     | 80    |       |

## November
| Tag          | Name                             | Beruf, bekannt als                                                                                              | Alter | Beleg |
| ------------ | -------------------------------- | --- | ----- | ----- |
| 1. November  | Georges Dancigers                | russisch-französischer Filmproduzent                                                                            | 85    |       |
| 1. November  | Walther F. Goebel                | US-amerikanischer Immunologe                                                                                    | 93    |       |
| 1. November  | Emory A. Hebard                  | US-amerikanischer Politiker und Treasurer von Vermont                                                           | 76    |       |
| 1. November  | Harold Percival Himsworth        | britischer Internist und Diabetologe                                                                            | 88    |       |
| 1. November  | Herbert Hinnendahl               | Oberbürgermeister von Bielefeld                                                                                 | 79    |       |
| 1. November  | Karl Mai                         | deutscher Kommunalpolitiker (CDU)                                                                               | 84    |       |
| 1. November  | Georges Navel                    | französischer Schriftsteller                                                                                    | 89    |       |
| 1. November  | Severo Ochoa                     | spanisch-US-amerikanischer Biochemiker                                                                          | 88    |       |
| 1. November  | Cliff Owen                       | britischer Film- und Fernsehregisseur                                                                           | 74    |       |
| 1. November  | Adrian N. Sherwin-White          | englischer Historiker                                                                                           | 82    |       |
| 1. November  | Marianne Timm                    | deutsche evangelische Theologin und Religionspädagogin                                                          | 80    |       |
| 2. November  | Hermann Aldinger                 | deutscher Offizier, Generalmajor der Luftwaffe                                                                  | 86    |       |
| 2. November  | Oswald Junkes                    | deutscher Gewichtheber                                                                                          | 72    |       |
| 2. November  | Đuro Kurepa                      | jugoslawischer Mathematiker                                                                                     | 86    |       |
| 2. November  | Johannes Pötzl                   | österreichischer Physiker                                                                                       | 63    |       |
| 2. November  | Horst Sackmann                   | deutscher Physikochemiker                                                                                       | 72    |       |
| 2. November  | Hans Troßmann                    | deutscher Politiker (CSU); Direktor beim Deutschen Bundestag                                                    | 87    |       |
| 3. November  | Richard Bayha                    | deutscher Politiker (CDU), MdL MdB                                                                              | 65    |       |
| 3. November  | Erich von Neindorff              | deutscher Politiker (NSDAP), MdR, MdL                                                                           | 99    |       |
| 3. November  | Leon Theremin                    | sowjetischer Physiker und Musiker                                                                               | 97    |       |
| 3. November  | Henri Thomas                     | französischer Autor                                                                                             | 80    |       |
| 3. November  | Batista Vinatzer                 | italienischer Bergsteiger                                                                                       | 81    |       |
| 4. November  | Johann Bangert                   | deutscher Verwaltungsjurist                                                                                     | 84    |       |
| 04. November | Daniel Barrow                    | US-amerikanischer Ruderer                                                                                       | 84    |       |
| 4. November  | Jackie Callura                   | kanadischer Boxer, Weltmeister NBA                                                                              | 76    |       |
| 4. November  | Elvira De Grey’s                 | argentinische Tangosängerin                                                                                     | 67    |       |
| 4. November  | Werner Mohr                      | deutscher Tropenmediziner und Hochschullehrer                                                                   | 83    |       |
| 4. November  | Nerina Montagnani                | italienische Schauspielerin                                                                                     | 96    |       |
| 5. November  | Mario Cecchi Gori                | italienischer Filmproduzent                                                                                     | 73    |       |
| 5. November  | Jürgen Diesel                    | deutscher Botschafter                                                                                           | 67    |       |
| 5. November  | Walter Hesselbach                | deutscher Bankmanager                                                                                           | 78    |       |
| 5. November  | Ely A. Landau                    | US-amerikanischer Filmproduzent und Filmverleiher                                                               | 73    |       |
| 5. November  | Tadeusz Pankiewicz               | polnischer Pharmazeut und Gerechter unter den Völkern                                                           | 84    |       |
| 5. November  | Arthur Rowe                      | englischer Fußballspieler und -trainer                                                                          | 87    |       |
| 5. November  | Tönne Vormann                    | deutscher Maler, Radierer und Sänger                                                                            | 90    |       |
| 6. November  | Siegfried Bethmann               | deutscher Komponist und Arrangeur                                                                               | 78    |       |
| 6. November  | Torsten Fenslau                  | deutscher Disc Jockey und Musikproduzent                                                                        | 29    |       |
| 6. November  | Georges Reeb                     | französischer Mathematiker                                                                                      | 72    |       |
| 6. November  | Joseph Serchuk                   | jüdischer Widerstandskämpfer im Zweiten Weltkrieg                                                               |       |       |
| 7. November  | Charles Aidman                   | US-amerikanischer Schauspieler                                                                                  | 68    |       |
| 7. November  | Clemente Gaddi                   | italienischer Geistlicher, römisch-katholischer Erzbischof                                                      | 91    |       |
| 7. November  | Adelaide Hall                    | US-amerikanische Jazz-Sängerin                                                                                  | 92    |       |
| 7. November  | Luís Gonzaga Peluso              | brasilianischer Ordensgeistlicher, Erzbischof von Vitória                                                       | 86    |       |
| 7. November  | Jack Martin Smith                | US-amerikanischer Filmarchitekt                                                                                 | 82    |       |
| 7. November  | Andrei Nikolajewitsch Tichonow   | russischer Mathematiker                                                                                         | 87    |       |
| 7. November  | Ihor Turtschyn                   | ukrainisch-sowjetischer Handballtrainer                                                                         | 56    |       |
| 8. November  | Albert Blankenfeld               | deutscher Dreher, Verwaltungsinspektor und Widerstandskämpfer gegen den Nationalsozialismus                     | 92    |       |
| 8. November  | Dick Cathcart                    | US-amerikanischer Jazzmusiker                                                                                   | 69    |       |
| 8. November  | Ludwig Hoffmeister               | deutscher Jurist, Staatskommissar von Hannover                                                                  | 87    |       |
| 8. November  | Andrew Lewis                     | britischer Admiral, Lord Lieutenant von Essex                                                                   | 75    |       |
| 8. November  | John Verhoogen                   | belgisch-US-amerikanischer Geologe                                                                              | 81    |       |
| 8. November  | Francisco Zuluaga                | kolumbianischer Fußballspieler                                                                                  | 64    |       |
| 9. November  | Ross Andru                       | US-amerikanischer Comiczeichner und Verlagsredakteur                                                            | 66    |       |
| 9. November  | Georg Droege                     | deutscher Historiker                                                                                            | 64    |       |
| 9. November  | Leonard Farbstein                | US-amerikanischer Rechtsanwalt und Politiker                                                                    | 91    |       |
| 9. November  | Godfrey Lienhardt                | britischer Anthropologe und Religionswissenschaftler                                                            | 72    |       |
| 9. November  | Angus Maude                      | britischer Politiker (Conservative Party), Mitglied des House of Commons                                        | 81    |       |
| 9. November  | Stanley Myers                    | britischer Komponist                                                                                            | 60    |       |
| 9. November  | Niels Erik Nielsen               | dänischer Autor                                                                                                 |       |       |
| 9. November  | Lucie Pflug                      | deutsche Kulturfunktionärin (DDR)                                                                               | 77    |       |
| 9. November  | Éamon Rooney                     | irischer Politiker (Fine Gael)                                                                                  |       |       |
| 9. November  | Gerald Thomas                    | englischer Filmregisseur                                                                                        | 72    |       |
| 9. November  | Walter Thräne                    | deutscher Agent und Mitarbeiter des MfS                                                                         | 67    |       |
| 9. November  | Vishnudevananda                  | indischer Hatha- und Raja-Yogameister                                                                           | 65    |       |
| 9. November  | Bernd Ziskofen                   | deutscher Unternehmer, Rallycross-Funktionär                                                                    | 51    |       |
| 10. November | Marie Berhaut                    | französische Kunsthistorikerin                                                                                  |       |       |
| 10. November | Alberto Breccia                  | argentinischer Comiczeichner                                                                                    | 74    |       |
| 10. November | Friedrich Hemmer                 | katholischer Pfarrer                                                                                            | 90    |       |
| 10. November | Justin O’Byrne                   | australischer Politiker (Labor Party), Senatspräsident                                                          | 81    |       |
| 10. November | Paul Oßwald                      | deutscher Fußballspieler und -trainer                                                                           | 88    |       |
| 10. November | Peter Wallfisch                  | britischer Pianist                                                                                              | 69    |       |
| 10. November | Harry L. Wolf                    | US-amerikanischer Kameramann                                                                                    | 85    |       |
| 11. November | Akagi Munenori                   | japanischer Politiker (LDP)                                                                                     | 88    |       |
| 11. November | Carl Andrießen                   | deutscher Drehbuchautor, Satiriker und Kritiker                                                                 | 67    |       |
| 11. November | Hildegard Marion Böhme           | deutsche Malerin                                                                                                | 86    |       |
| 11. November | Dragomir Bojanić                 | jugoslawischer bzw. serbischer Schauspieler                                                                     | 60    |       |
| 11. November | Mildred Fizzell                  | kanadische Leichtathletin                                                                                       | 78    |       |
| 11. November | Andrew Gregory Grutka            | US-amerikanischer Geistlicher, Bischof von Gary                                                                 | 84    |       |
| 11. November | Erskine Hawkins                  | US-amerikanischer Jazztrompeter und Bandleader                                                                  | 79    |       |
| 11. November | Joachim Lell                     | deutscher evangelisch-lutherischer Theologe                                                                     | 77    |       |
| 11. November | Wilhelm Maucher                  | deutscher Friedenskämpfer und Brombeerweinproduzent                                                             | 90    |       |
| 11. November | Kapitän Mayuran                  | Mitglied der Liberation Tigers of Tamil Eelam                                                                   | 23    |       |
| 11. November | Olavi Pesonen                    | finnischer Komponist                                                                                            | 84    |       |
| 11. November | Harald Uhding                    | deutscher Handballfunktionär                                                                                    |       |       |
| 11. November | Gerhard Zinserling               | deutscher Klassischer Archäologe                                                                                | 67    |       |
| 12. November | Bill Dickey                      | US-amerikanischer Baseballspieler                                                                               | 86    |       |
| 12. November | Harry Robbins Haldeman           | US-amerikanischer Stabschef des Weißen Hauses unter Präsident Nixon                                             | 67    |       |
| 12. November | Alfred Edward Ringwood           | australischer Experimental-Geophysiker und Geochemiker                                                          | 63    |       |
| 12. November | August Schlingmann               | deutscher Politiker (SPD), MdL, Oberbürgermeister von Lüdenscheid                                               | 92    |       |
| 13. November | Hans Ritschl                     | deutscher Nationalökonom                                                                                        | 95    |       |
| 14. November | Fritz Baer                       | deutscher Jurist                                                                                                | 92    |       |
| 14. November | Rolf Kluth                       | deutscher Bibliotheksdirektor                                                                                   | 79    |       |
| 14. November | Nosaka Sanzō                     | japanischer Politiker, Mitbegründer der Kommunistischen Partei Japans                                           | 101   |       |
| 14. November | Wilhelm Reissmüller              | deutscher Verleger, Maler, Bildhauer und Zeichner                                                               | 81    |       |
| 14. November | Ja’akov Schimschon Schapira      | israelischer Politiker                                                                                          | 91    |       |
| 14. November | Karl Schmid                      | deutscher Mediävist                                                                                             | 70    |       |
| 15. November | Hans Breker                      | deutscher Bildhauer und Maler                                                                                   | 87    |       |
| 15. November | Willi Hönekopp                   | deutscher Malermeister und Kommunalpolitiker                                                                    | 86    |       |
| 15. November | Jaan Koha                        | estnischer Komponist                                                                                            | 63    |       |
| 15. November | Peter Kracke                     | deutscher Fußballspieler                                                                                        | 50    |       |
| 15. November | Luciano Liggio                   | sizilianischer Mafioso                                                                                          | 68    |       |
| 15. November | Wilfried Müller                  | deutscher Generalmajor (MfS)                                                                                    | 62    |       |
| 15. November | Cornel Onescu                    | rumänischer Politiker (PCR)                                                                                     | 73    |       |
| 15. November | Jakow Petrowitsch Terlezki       | sowjetischer theoretischer Physiker                                                                             | 81    |       |
| 15. November | Leocadio Vizcarrondo             | puerto-ricanischer Musiker, Arrangeur und Komponist                                                             | 86    |       |
| 16. November | Barcourgné Courmo                | nigrischer Politiker                                                                                            |       |       |
| 16. November | Geneviève Delattre               | US-amerikanische Romanistin französischer Herkunft                                                              | 73    |       |
| 16. November | Frank Mockler                    | US-amerikanischer Politiker                                                                                     | 84    |       |
| 16. November | Lucia Popp                       | slowakische Opern- und Liedsängerin (Sopran)                                                                    | 54    |       |
| 16. November | Richard Stöckle                  | deutscher Lehrer und schwäbischer Mundart-Schriftsteller                                                        | 63    |       |
| 16. November | Achille Zavatta                  | französischer Clown und Zirkusgründer                                                                           | 78    |       |
| 17. November | Inge Diersen                     | deutsche Literaturwissenschaftlerin und Hochschullehrerin in der Deutschen Demokratischen Republik (DDR)        | 65    |       |
| 17. November | Mário Dionísio de Assis Monteiro | portugiesischer Schriftsteller und Maler                                                                        | 77    |       |
| 17. November | Amy Jagger                       | britische Turnerin                                                                                              | 85    |       |
| 17. November | Otto Knoch                       | deutscher katholischer Theologe, Priester und Exeget                                                            | 67    |       |
| 17. November | Walter C. Ploeser                | US-amerikanischer Politiker                                                                                     | 86    |       |
| 17. November | Teddy Powell                     | US-amerikanischer Jazz-Musiker und Bigband-Leader                                                               | 88    |       |
| 18. November | Fritz Feld                       | deutschamerikanischer Schauspieler                                                                              | 93    |       |
| 18. November | Arvid Fladmoe                    | norwegischer Geiger, Dirigent und Musikpädagoge                                                                 | 78    |       |
| 18. November | Telemachos Kanthos               | zyprischer Maler                                                                                                | 83    |       |
| 18. November | Rudolph Matt                     | österreichischer nordischer und alpiner Skisportler                                                             | 84    |       |
| 19. November | Kenneth Burke                    | US-amerikanischer Schriftsteller, Literatur- und Kommunikationstheoretiker                                      | 96    |       |
| 19. November | Leonid Iowitsch Gaidai           | russischer und sowjetischer Regisseur                                                                           | 70    |       |
| 19. November | Paul Grimm                       | deutscher Prähistoriker                                                                                         | 86    |       |
| 19. November | Hans Peter Richter               | deutscher Autor                                                                                                 | 68    |       |
| 19. November | Norman Tindale                   | australischer Anthropologe, Entomologe und Ethnologe                                                            | 93    |       |
| 20. November | Emile Ardolino                   | US-amerikanischer Filmregisseur, Filmproduzent und Theaterschauspieler                                          | 50    |       |
| 20. November | Pierre Etique                    | Schweizer Politiker (FDP)                                                                                       | 48    |       |
| 20. November | Salvador Quezada Limón           | mexikanischer Geistlicher, Bischof von Aguascalientes                                                           | 84    |       |
| 20. November | Willi Rutz                       | deutscher Fußballspieler                                                                                        | 86    |       |
| 21. November | Bill Bixby                       | US-amerikanischer Schauspieler und Regisseur                                                                    | 59    |       |
| 21. November | Wolfgang Max Faust               | deutscher Kunsttheoretiker, Chefredakteur der Kunstzeitschrift Wolkenkratzer                                    | 49    |       |
| 21. November | Masaru Furukawa                  | japanischer Schwimmer                                                                                           | 57    |       |
| 21. November | Stéphane Proulx                  | kanadischer Automobilrennfahrer                                                                                 | 27    |       |
| 21. November | Bruno Rossi                      | italienischer Astrophysiker                                                                                     | 88    |       |
| 21. November | Peter Paul Seeberger             | deutscher Architekt und Baubeamter                                                                              | 87    |       |
| 21. November | Friedrich Täubrich               | deutscher Veterinärmediziner und Politiker (CDU)                                                                | 73    |       |
| 21. November | Auguste Viatte                   | französischer Romanist Schweizer Herkunft, der in Kanada, Frankreich und der Schweiz als Hochschullehrer wir... | 92    |       |
| 22. November | Hans Max von Aufseß              | deutscher Schriftsteller                                                                                        | 87    |       |
| 22. November | P. A. Backer                     | indischer Filmregisseur des Malayalam-Films                                                                     |       |       |
| 22. November | William Brinkley                 | US-amerikanischer Schriftsteller und Journalist                                                                 | 76    |       |
| 22. November | Anthony Burgess                  | britischer Schriftsteller und Komponist                                                                         | 76    |       |
| 22. November | Raimund von Doblhoff             | österreichisch-deutscher Architekt                                                                              | 79    |       |
| 22. November | Alois De Hertog                  | belgischer Radrennfahrer                                                                                        | 66    |       |
| 22. November | Josef Heukeshoven                | deutscher Politiker (NSDAP), MdR                                                                                | 92    |       |
| 22. November | Ernst von Klipstein              | deutscher Schauspieler und Synchronsprecher                                                                     | 85    |       |
| 22. November | Tatjana Petrowna Nikolajewa      | sowjetische Pianistin                                                                                           | 69    |       |
| 22. November | Noguchi Fujio                    | japanischer Schriftsteller                                                                                      | 82    |       |
| 22. November | Karl Scheit                      | österreichischer Gitarrist, Lautenist und Musikpädagoge                                                         | 84    |       |
| 22. November | Elizabeth Threatt                | US-amerikanisches Model                                                                                         | 67    |       |
| 22. November | Joseph Yodoyman                  | tschadischer Politiker, Premierminister von Tschad                                                              |       |       |
| 24. November | William Holmes Borders           | US-amerikanischer Theologe und Bürgerrechtler                                                                   | 88    |       |
| 23. November | Rolf Engel                       | deutscher Raumfahrtpionier                                                                                      | 81    |       |
| 23. November | Ali Mohsen Al-Moraisi            | jemenitischer Fußballspieler                                                                                    | 53    |       |
| 24. November | Bernard V. Bothmer               | deutsch-amerikanischer Ägyptologe                                                                               | 81    |       |
| 24. November | Conrad Boye                      | US-amerikanischer Filmtechnikpionier                                                                            | 86    |       |
| 24. November | Albert Collins                   | US-amerikanischer Blues-Gitarrist und Sänger                                                                    | 61    |       |
| 24. November | Emma McCune                      | britische Entwicklungshelferin                                                                                  | 29    |       |
| 24. November | William Henry Werkmeister        | US-amerikanischer Historiker und Philosoph                                                                      | 92    |       |
| 24. November | Thomas Yellowtail                | indianischer Häuptling und Medizinmann                                                                          | 90    |       |
| 25. November | Eladio Blanco                    | argentinischer Bandeon-Spieler, Komponist und Orchesterleiter                                                   | 80    |       |
| 25. November | Günther Graßmann                 | deutscher Kunstmaler und Grafiker                                                                               | 93    |       |
| 25. November | Georg Liljeberg                  | deutscher Politiker (SPD)                                                                                       | 88    |       |
| 25. November | Carl Lorenz                      | deutscher Radrennfahrer                                                                                         | 79    |       |
| 25. November | Hans-Egon Richert                | deutscher Mathematiker und Hochschullehrer                                                                      | 69    |       |
| 25. November | Albert Schultz                   | österreichischer Politiker (SPÖ), Landtagsabgeordneter und Bezirksvorsteher                                     | 53    |       |
| 25. November | Balduin Schwarz                  | deutscher Philosoph                                                                                             | 91    |       |
| 25. November | Alfred Seidl                     | deutscher Jurist und Politiker (CSU), MdL                                                                       | 82    |       |
| 25. November | Louis Leo Snyder                 | US-amerikanischer Historiker und Hochschullehrer                                                                | 86    |       |
| 25. November | Helmuth Sommer                   | deutscher Komponist und Musikpädagoge                                                                           | 82    |       |
| 25. November | Oskar Walz                       | deutscher kommunistischer Widerstandskämpfer                                                                    | 89    |       |
| 26. November | Wilfried Dotzel                  | deutscher Regisseur und Drehbuchautor                                                                           | 46    |       |
| 26. November | Kurt Essen                       | deutscher evangelisch-lutherischer Theologe                                                                     | 89    |       |
| 26. November | Annemarie Ewertsen               | deutsche Malerin und Grafikerin                                                                                 | 84    |       |
| 26. November | Erwin Gillmeister                | deutscher Leichtathlet                                                                                          | 86    |       |
| 26. November | César Guerra-Peixe               | brasilianischer Komponist                                                                                       | 79    |       |
| 26. November | Dirk Albert Hooijer              | niederländischer Paläontologe                                                                                   | 74    |       |
| 26. November | Bernardo Segall                  | US-amerikanischer Pianist und Filmkomponist                                                                     | 82    |       |
| 27. November | Edy Baumann                      | Schweizer Radrennfahrer                                                                                         | 79    |       |
| 27. November | Rudolph Bierwirth                | australischer Generalleutnant                                                                                   | 94    |       |
| 27. November | Adolf Dietzel                    | deutscher Chemiker und Direktor des Max-Planck-Instituts für Silikatforschung in Würzburg                       | 91    |       |
| 27. November | James Gareth Endicott            | kanadischer Pfarrer                                                                                             | 94    |       |
| 27. November | Hans Haferkamp                   | deutscher Politiker (FDP, SPD), MdL                                                                             | 85    |       |
| 27. November | Einar Landvik                    | norwegischer Skisportler                                                                                        | 95    |       |
| 27. November | Thaddeus Mann                    | österreichisch-ungarischer Biochemiker                                                                          | 84    |       |
| 27. November | Guido Masetti                    | italienischer Fußballtorhüter                                                                                   | 86    |       |
| 27. November | Everett C. Olson                 | US-amerikanischer Wirbeltier-Paläontologe                                                                       | 83    |       |
| 27. November | Fritz Thelen                     | deutscher Musikdirektor, Musikpädagoge, Komponist und Professor                                                 | 87    |       |
| 28. November | Monroe Abbey                     | kanadischer Rechtsanwalt und Präsident des Canadian Jewish Congress                                             |       |       |
| 28. November | Eilif Armand                     | norwegischer Schauspieler und Lyriker                                                                           | 72    |       |
| 28. November | Pery Broad                       | deutscher SS-Unterscharführer und KZ-Aufseher                                                                   | 72    |       |
| 28. November | Kenneth Connor                   | britischer Schauspieler                                                                                         | 77    |       |
| 28. November | Gerd Gombert                     | deutscher Maler                                                                                                 | 58    |       |
| 28. November | Rudolf Keller                    | deutscher Schachspieler                                                                                         | 76    |       |
| 28. November | Joe Kelly                        | irischer Automobilrennfahrer                                                                                    | 80    |       |
| 28. November | Alan Mais, Baron Mais            | britischer Politiker                                                                                            | 82    |       |
| 28. November | Knud Østergaard                  | dänischer Politiker und Offizier, Abgeordneter und Minister                                                     | 71    |       |
| 28. November | Hans-Hellmuth Qualen             | deutscher Politiker (FDP, später parteilos), Landesminister in Schleswig-Holstein                               | 86    |       |
| 28. November | Camillo Togni                    | italienischer Komponist, Pianist und Musikpädagoge                                                              | 71    |       |
| 28. November | Bruce Turner                     | britischer Jazzmusiker                                                                                          | 71    |       |
| 28. November | Walter Wüst                      | deutscher Ornithologe                                                                                           | 87    |       |
| 29. November | Harry Burton                     | britischer Air Marshal                                                                                          | 74    |       |
| 29. November | Alan Clare                       | britischer Jazz- und Unterhaltungsmusiker                                                                       | 72    |       |
| 29. November | Alfons Kirchgässner              | deutscher katholischer Priester und Schriftsteller                                                              | 84    |       |
| 29. November | Jenny Lattermann                 | österreichische Schauspielerin                                                                                  | 63    |       |
| 29. November | Hans Linde                       | deutscher Soziologe                                                                                             | 80    |       |
| 29. November | George Bernard Summers           | kanadischer Diplomat                                                                                            | 87    |       |
| 29. November | Jehangir Ratanji Dadabhoy Tata   | indischer Geschäftsmann                                                                                         | 89    |       |
| 29. November | Ernest W. Thiele                 | US-amerikanischer Chemieingenieur                                                                               | 97    |       |
| 29. November | Hans Wagner                      | deutscher Politiker (CDU), MdL                                                                                  | 59    |       |
| 30. November | David Houston                    | US-amerikanischer Country-Sänger                                                                                | 54    |       |
| 30. November | Agnes Kirsopp Lake Michels       | US-amerikanische Klassische Philologin und Religionswissenschaftlerin                                           | 84    |       |
| 30. November | Gerd Lausen                      | deutscher Politiker (CDU), MdL, Landesminister in Schleswig-Holstein                                            | 65    |       |
| 30. November | Wogan Philipps, 2. Baron Milford | britischer Adliger und Politiker (CPGB)                                                                         | 91    |       |
| November     | Art Hurst                        | kanadischer Eishockeyspieler                                                                                    | 60    |       |
| November     | Horace Miner                     | US-amerikanischer Anthropologe                                                                                  | 81    |       |
| November     | Wiktor Wassiljewitsch Torschin   | sowjetischer Sportschütze                                                                                       | 45    |       |
| November     | Ulrich Wesselmann                | deutscher Theater- und Filmschauspieler                                                                         |       |       |
| November     | Franz Wichelhaus                 | deutscher Fußballspieler                                                                                        | 68    |       |

## Dezember
| Tag          | Name                                 | Beruf, bekannt als                                                                                              | Alter | Beleg |
| ------------ | ------------------------------------ | --- | ----- | ----- |
| 1. Dezember  | Karl Berger                          | Schweizer Elektrotechniker                                                                                      | 95    |       |
| 1. Dezember  | Ray Gillen                           | US-amerikanischer Hard-Rock-Sänger                                                                              | 34    |       |
| 1. Dezember  | Alexei Matwejewitsch Rumjanzew       | sowjetischer Ökonom und Soziologe                                                                               | 88    |       |
| 2. Dezember  | Hans Josef Becher                    | deutscher Schauspieler, Dramaturg und Schauspiellehrer                                                          | 66    |       |
| 2. Dezember  | Paal Brekke                          | norwegischer Autor, Übersetzer und Kritiker                                                                     | 70    |       |
| 2. Dezember  | Evelyn Dearman                       | englische Tennisspielerin                                                                                       | 85    |       |
| 2. Dezember  | Harry Julius Emeléus                 | britischer Chemiker (Anorganische Chemie)                                                                       | 90    |       |
| 2. Dezember  | Pablo Escobar                        | kolumbianischer Politiker und Drogenhändler                                                                     | 44    |       |
| 2. Dezember  | Franz Hermann                        | deutscher Theologe, Volkswirt und Politiker (CDU), MdL                                                          | 89    |       |
| 2. Dezember  | Rolf Huhn                            | deutscher Maler und Grafiker                                                                                    | 97    |       |
| 2. Dezember  | Ernst Krawehl                        | deutscher Verleger                                                                                              | 84    |       |
| 2. Dezember  | Jost Wiedmann                        | deutscher Paläontologe                                                                                          | 62    |       |
| 3. Dezember  | Patrick Malone                       | irischer Politiker                                                                                              | 77    |       |
| 3. Dezember  | Fritz Mey                            | deutscher Zirkusdirektor                                                                                        | 89    |       |
| 3. Dezember  | Steve Paproski                       | kanadischer Politiker und Canadian-Football-Spieler                                                             | 65    |       |
| 3. Dezember  | Helmut Salzinger                     | deutscher Popkritiker                                                                                           | 57    |       |
| 3. Dezember  | Lewis Thomas                         | US-amerikanischer Mediziner und Essayist                                                                        | 80    |       |
| 4. Dezember  | Jürgen Baldiga                       | deutscher Künstler und Fotograf                                                                                 | 34    |       |
| 4. Dezember  | Marcel Jean                          | französischer Bildender Künstler und Autor des Surrealismus                                                     | 92    |       |
| 4. Dezember  | Margaret Landon                      | US-amerikanische Schriftstellerin                                                                               | 90    |       |
| 4. Dezember  | Wolfgang Steffen                     | deutscher Komponist von E-Musik                                                                                 | 70    |       |
| 4. Dezember  | Josef Stoll                          | österreichischer Politiker (SPÖ), Landesrat in Niederösterreich                                                 | 75    |       |
| 4. Dezember  | Frank Sturgis                        | US-amerikanischer Einbrecher in der „Watergate-Affäre“                                                          | 68    |       |
| 4. Dezember  | Roy Vernon                           | walisischer Fußballspieler                                                                                      | 56    |       |
| 4. Dezember  | Frank Zappa                          | US-amerikanischer Komponist, Musiker und Kultfigur der Underground-Musik                                        | 52    |       |
| 5. Dezember  | Jean-Paul Van Bellinghen             | belgischer Diplomat                                                                                             | 68    |       |
| 5. Dezember  | Günther Erkel                        | deutscher Jurist und Staatssekretär                                                                             | 68    |       |
| 5. Dezember  | Gerhard Neubert                      | deutscher SS-Unterscharführer und Sanitätsdienstgrad in Auschwitz-Monowitz                                      | 84    |       |
| 5. Dezember  | Ude Nissen                           | deutscher Dirigent                                                                                              |       |       |
| 5. Dezember  | Robert Ochsenfeld                    | deutscher Physiker                                                                                              | 92    |       |
| 5. Dezember  | Walter Reisp                         | österreichischer Feldhandballspieler                                                                            | 83    |       |
| 5. Dezember  | John Simon, 2. Viscount Simon        | britischer Peer und Politiker                                                                                   | 91    |       |
| 5. Dezember  | Alexandre Trauner                    | ungarischer Szenenbildner                                                                                       | 87    |       |
| 6. Dezember  | Don Ameche                           | US-amerikanischer Schauspieler                                                                                  | 85    |       |
| 6. Dezember  | Desmond Hirshfield, Baron Hirshfield | britischer Wirtschaftsmanager                                                                                   | 80    |       |
| 6. Dezember  | Henk Ooms                            | niederländischer Bahnradsportler                                                                                | 77    |       |
| 6. Dezember  | Helmut Weikart                       | deutscher Politiker (SPD), MdL                                                                                  | 76    |       |
| 7. Dezember  | Pierre Basilewsky                    | belgischer Entomologe                                                                                           | 80    |       |
| 7. Dezember  | Félix Houphouët-Boigny               | erster Präsident der Elfenbeinküste                                                                             | 88    |       |
| 7. Dezember  | Abidin Dino                          | türkischer Maler, Bildhauer und Regisseur                                                                       | 80    |       |
| 7. Dezember  | Blaže Koneski                        | mazedonischer Schriftsteller und Philologe                                                                      | 71    |       |
| 7. Dezember  | Harold Lichtenberger                 | US-amerikanischer Physiker                                                                                      | 73    |       |
| 7. Dezember  | Wolfgang Paul                        | deutscher Physiker und Nobelpreisträger für Physik                                                              | 80    |       |
| 7. Dezember  | Robert Taft junior                   | US-amerikanischer Politiker (Republikanische Partei)                                                            | 76    |       |
| 7. Dezember  | Emil Weiten                          | deutscher Politiker (CVP/SVP), MdL                                                                              | 86    |       |
| 8. Dezember  | Carl Damm                            | deutscher Pädagoge und Politiker (CDU), MdHB, MdB                                                               | 66    |       |
| 8. Dezember  | Anders Franzén                       | schwedischer Marinetechniker und Amateur-Marinearchäologe                                                       | 75    |       |
| 8. Dezember  | Klaus Heger                          | deutscher Romanist und Sprachwissenschaftler                                                                    | 66    |       |
| 8. Dezember  | Paul Mebus                           | deutscher Fußballspieler                                                                                        | 73    |       |
| 8. Dezember  | Michael Schmaus                      | deutscher katholischer Theologe, Dogmatiker                                                                     | 96    |       |
| 9. Dezember  | Danny Blanchflower                   | nordirischer Fußballspieler, -trainer und Journalist                                                            | 67    |       |
| 9. Dezember  | Artur Egon Bratu                     | deutscher Erziehungswissenschaftler, Politiker und Leiter der Landeszentrale für Politische Bildung in Hessen   | 83    |       |
| 9. Dezember  | Hans-Jürgen Bretschneider            | deutscher Mediziner                                                                                             | 71    |       |
| 9. Dezember  | Mathieu Ceccaldi                     | französischer Romanist                                                                                          | 100   |       |
| 9. Dezember  | Carter Jefferson                     | US-amerikanischer Jazz-Saxophonist                                                                              | 48    |       |
| 9. Dezember  | Alexander Koblenz                    | lettischer Schachspieler, -trainer und -journalist                                                              | 77    |       |
| 9. Dezember  | Alen Müller-Hellwig                  | deutsche Kunstweberin                                                                                           | 92    |       |
| 9. Dezember  | Pekka Niemi                          | finnischer Skilangläufer                                                                                        | 84    |       |
| 9. Dezember  | Rufino da Silva Neto                 | brasilianischer Politiker                                                                                       |       |       |
| 9. Dezember  | John Wisdom                          | britischer Philosoph der Natürlichen Sprache                                                                    | 89    |       |
| 10. Dezember | Karl Franzius                        | deutscher Architekt                                                                                             | 87    |       |
| 10. Dezember | Walter Rollwagen                     | deutscher Physiker                                                                                              | 84    |       |
| 10. Dezember | Alice Tully                          | US-amerikanische Mäzenin und Opernsängerin                                                                      | 91    |       |
| 10. Dezember | Heřman Josef Tyl                     | tschechischer römisch-katholischer Priester, Prämonstratenser und Abt von Stift Tepl, Justizopfer des NS- un... | 79    |       |
| 11. Dezember | Raymond D. Gary                      | US-amerikanischer Politiker                                                                                     | 85    |       |
| 11. Dezember | Franz Valentin Krug                  | deutscher Seelsorger, Widerstandskämpfer, Dichter und Künstler                                                  | 88    |       |
| 11. Dezember | Karl-Theodor Molinari                | deutscher General                                                                                               | 78    |       |
| 11. Dezember | Erich Mollwo                         | deutscher Physiker                                                                                              | 84    |       |
| 11. Dezember | Pierre Sarr N’Jie                    | gambischer Politiker                                                                                            | 84    |       |
| 11. Dezember | Klaus Nonnenmann                     | deutscher Schriftsteller                                                                                        | 71    |       |
| 11. Dezember | Elvira Popescu                       | rumänische Schauspielerin                                                                                       | 99    |       |
| 11. Dezember | Heorhij Tkatschenko                  | ukrainischer Musiker                                                                                            | 95    |       |
| 11. Dezember | Dorothea Zeemann                     | österreichische Schriftstellerin                                                                                | 84    |       |
| 12. Dezember | József Antall                        | ungarischer Gymnasiallehrer, Bibliothekar, Museologe und Politiker                                              | 61    |       |
| 12. Dezember | Fritz Bock                           | österreichischer Politiker (ÖVP), Abgeordneter zum Nationalrat                                                  | 82    |       |
| 12. Dezember | Alexandru Drăghici                   | rumänischer Aktivist und Politiker                                                                              | 80    |       |
| 12. Dezember | Georg Feller                         | deutscher Gewerkschafter, Widerstandskämpfer und Kommunalpolitiker                                              | 87    |       |
| 12. Dezember | Anna Sten                            | russisch-amerikanische Schauspielerin                                                                           | 85    |       |
| 12. Dezember | Eitelfriedrich Thom                  | deutscher Dirigent                                                                                              | 60    |       |
| 12. Dezember | Ben Witter                           | deutscher Journalist und Schriftsteller                                                                         | 73    |       |
| 13. Dezember | Ken Anderson                         | US-amerikanischer Drehbuchautor und Animator                                                                    | 84    |       |
| 13. Dezember | Vanessa Duriès                       | französische Autorin                                                                                            |       |       |
| 13. Dezember | Jean-Pierre Imbrohoris               | französischer Journalist, Radioproduzent und Autor                                                              | 50    |       |
| 13. Dezember | Rüdiger Möbusz                       | deutscher Politiker (SPD), MdL                                                                                  | 53    |       |
| 13. Dezember | Nathalie Perreau                     | französische Schriftstellerin                                                                                   |       |       |
| 13. Dezember | Ghasisa Schubanowa                   | kasachische Komponistin                                                                                         | 66    |       |
| 13. Dezember | Sam Small                            | englischer Fußballspieler                                                                                       | 81    |       |
| 13. Dezember | Adolf Thiermann                      | deutscher Maler, Grafiker und Zeichner                                                                          | 94    |       |
| 14. Dezember | Günter Boas                          | deutscher Jazzmusiker                                                                                           | 73    |       |
| 14. Dezember | Hans-Georg Burghardt                 | deutscher Musikwissenschaftler und Komponist                                                                    | 84    |       |
| 14. Dezember | Ewald Drathen                        | deutscher Weingroßhändler, Weingutsbesitzer und Politiker (Zentrum, CDU)                                        | 92    |       |
| 14. Dezember | Wolfried Lier                        | deutscher Schauspieler                                                                                          | 76    |       |
| 14. Dezember | Myrna Loy                            | US-amerikanische Schauspielerin                                                                                 | 88    |       |
| 14. Dezember | Silvina Ocampo                       | argentinische Schriftstellerin                                                                                  | 90    |       |
| 14. Dezember | Rolf Overberg                        | deutscher Keramikkünstler                                                                                       | 60    |       |
| 14. Dezember | Ernst Vasovec                        | österreichischer Schriftsteller                                                                                 | 76    |       |
| 15. Dezember | Hanan Aynor                          | deutsch-israelischer Diplomat und Autor                                                                         | 77    |       |
| 15. Dezember | Bruno Buchwieser junior              | österreichischer Mitbegründer sowie Präsident der Österreichischen Jungarbeiterbewegung                         | 74    |       |
| 15. Dezember | Johann Dickhut                       | deutscher Politiker (SPD), MdBB                                                                                 | 81    |       |
| 15. Dezember | Heinz Fiedler                        | deutscher Geheimdienstler, Leiter des Hauptabteilung VI des Ministeriums für Staatssicherheit                   | 64    |       |
| 15. Dezember | Penaia Ganilau                       | fidschianischer Politiker, Präsident Fidschis (1987–1993)                                                       | 75    |       |
| 15. Dezember | Norman Grubb                         | britischer Missionar und Gründer der evangelikalen Inter-Varsity Fellowship                                     | 98    |       |
| 15. Dezember | Peter Kniest                         | deutscher Schachkomponist                                                                                       | 79    |       |
| 15. Dezember | Alfred Magaziner                     | österreichischer Journalist                                                                                     | 91    |       |
| 15. Dezember | Wilhelm Pook                         | deutscher Architekt                                                                                             |       |       |
| 15. Dezember | Hans Thurn                           | deutscher Byzantinist und Bibliothekar                                                                          | 59    |       |
| 15. Dezember | Marcel Vandernotte                   | französischer Ruderer                                                                                           | 84    |       |
| 16. Dezember | Hellmut Becker                       | deutscher Jurist und Bildungsforscher                                                                           | 80    |       |
| 16. Dezember | Charizma                             | US-amerikanischer Rapper                                                                                        | 20    |       |
| 16. Dezember | Moses Gunn                           | US-amerikanischer Schauspieler                                                                                  | 64    |       |
| 16. Dezember | Ernst Hammerschmidt                  | Theologe, Orientalist und Äthiopist                                                                             | 65    |       |
| 16. Dezember | Jed Johnson junior                   | US-amerikanischer Politiker                                                                                     | 53    |       |
| 16. Dezember | Mathieu Lamberty                     | belgisch-luxemburgischer Komponist, Dirigent und Organist                                                       | 82    |       |
| 16. Dezember | Charles Willard Moore                | US-amerikanischer Architekt                                                                                     | 68    |       |
| 16. Dezember | Arvo Oksala                          | finnischer Augenarzt                                                                                            | 73    |       |
| 16. Dezember | Tanaka Kakuei                        | 64. und 65. Premierminister Japans                                                                              | 75    |       |
| 17. Dezember | Bobby Davidson                       | schottischer Fußballschiedsrichter                                                                              | 65    |       |
| 17. Dezember | Willi Dücker                         | deutscher Fußballspieler                                                                                        | 50    |       |
| 17. Dezember | Hilding Hagberg                      | schwedischer Politiker, Mitglied des Riksdag                                                                    | 94    |       |
| 17. Dezember | Janet Margolin                       | US-amerikanische Filmschauspielerin                                                                             | 50    |       |
| 17. Dezember | Kurt Möbius                          | deutscher Chemiker und Feuerwehrfunktionär                                                                      | 85    |       |
| 17. Dezember | Ilse Reichel-Koß                     | deutsche Politikerin (SPD), MdA                                                                                 | 68    |       |
| 17. Dezember | Michel Salamin                       | Schweizer Historiker                                                                                            | 64    |       |
| 17. Dezember | Bernice Weldon Sargent               | kanadischer Atomphysiker                                                                                        | 87    |       |
| 18. Dezember | Joseph H. Ball                       | US-amerikanischer Politiker                                                                                     | 88    |       |
| 18. Dezember | Georges Bégué                        | französischer Agent des Special Operations Executive                                                            | 82    |       |
| 18. Dezember | Joe Carstairs                        | britische Unternehmerin, gesellschaftliche Persönlichkeit und Motorbootrennfahrerin                             | 93    |       |
| 18. Dezember | Sophie Dann                          | deutsche Kindergärtnerin, Säuglingsschwester, Gründerin einer Mütterschule und Mitarbeiterin von Anna Freud     | 93    |       |
| 18. Dezember | Helm Glöckler                        | deutscher Autorennfahrer                                                                                        | 84    |       |
| 18. Dezember | Steve James                          | US-amerikanischer Schauspieler                                                                                  | 41    |       |
| 18. Dezember | Otto Knye                            | deutscher Abteilungsleiter der Hauptverwaltung Aufklärung (HVA)                                                 | 73    |       |
| 18. Dezember | Buster Larsen                        | dänischer Schauspieler                                                                                          | 73    |       |
| 18. Dezember | Jacques Pohl                         | belgischer Romanist und Sprachwissenschaftler                                                                   | 84    |       |
| 18. Dezember | Bernhard Sälzer                      | deutscher Politiker (CDU), MdL, MdEP                                                                            | 53    |       |
| 18. Dezember | Albert Sauer                         | deutscher Lehrer, westfälischer Autor und Heimatforscher                                                        | 82    |       |
| 18. Dezember | Natalija Iljinitschna Saz            | russische Kinder- und Musiktheater-Regisseurin                                                                  | 90    |       |
| 18. Dezember | Sam Wanamaker                        | US-amerikanischer Schauspieler und Regisseur                                                                    | 74    |       |
| 19. Dezember | Karl Andritz                         | österreichischer Fußballspieler                                                                                 | 79    |       |
| 19. Dezember | Wallace F. Bennett                   | US-amerikanischer Politiker                                                                                     | 95    |       |
| 19. Dezember | Michael Clarke                       | US-amerikanischer Schlagzeuger                                                                                  | 47    |       |
| 19. Dezember | Hugo Collet                          | deutscher Politiker (SPD), MdB                                                                                  | 72    |       |
| 19. Dezember | Kurt Frey                            | deutscher Politiker                                                                                             | 80    |       |
| 19. Dezember | Hatoyama Iichirō                     | japanischer Politiker                                                                                           | 75    |       |
| 19. Dezember | Christine Kohler                     | Schweizer Mundartschriftstellerin, Lehrerin und Bäuerin                                                         | 55    |       |
| 19. Dezember | Hans Rohrbach                        | deutscher Mathematiker                                                                                          | 90    |       |
| 19. Dezember | Antoon Veerman                       | niederländischer Politiker (ARP/CDA), Abgeordneter und Staatssekretär                                           | 77    |       |
| 19. Dezember | Ernst Weichel                        | deutscher Landwirt und Erfinder                                                                                 | 71    |       |
| 20. Dezember | Hermann Aldinger                     | deutscher Geologe und Paläontologe                                                                              | 91    |       |
| 20. Dezember | William Edwards Deming               | US-amerikanischer Physiker, Statistiker sowie Wirtschaftspionier im Bereich des Qualitätsmanagements            | 93    |       |
| 20. Dezember | Wylie Draper                         | US-amerikanischer Schauspieler                                                                                  | 24    |       |
| 20. Dezember | Charles Herman Helmsing              | US-amerikanischer römisch-katholischer Bischof                                                                  | 85    |       |
| 20. Dezember | Hans Marti                           | Schweizer Raumplaner                                                                                            | 80    |       |
| 20. Dezember | Jesús Picó                           | chilenischer Fußballspieler                                                                                     | 58    |       |
| 20. Dezember | Werner Troegner                      | deutscher Schauspieler, Kabarettist und Regisseur                                                               | 68    |       |
| 20. Dezember | Matthias Zender                      | deutscher Volkskundler                                                                                          | 86    |       |
| 21. Dezember | Philip Christison                    | britischer Offizier der British Army                                                                            | 100   |       |
| 21. Dezember | Dirtsman                             | jamaikanischer Dancehall-Musiker                                                                                |       |       |
| 21. Dezember | Georg Ebersbach                      | deutscher Volkswirt und Verbandsfunktionär                                                                      | 80    |       |
| 21. Dezember | Moje Forbach                         | deutsche Opernsängerin und Schauspielerin                                                                       | 95    |       |
| 21. Dezember | Otto Heinrich Graf von Hagenburg     | deutscher Kunstflieger, Pkw- und U-Boot-Hersteller, Firmeninhaber                                               | 92    |       |
| 21. Dezember | Iwan Semjonowitsch Koslowski         | russischer Opernsänger (Tenor)                                                                                  | 93    |       |
| 21. Dezember | Margarita Nikolajewna Nikolajewa     | sowjetische Turnerin                                                                                            | 58    |       |
| 21. Dezember | Carlos Posada Amador                 | kolumbianischer Komponist und Hochschullehrer                                                                   | 85    |       |
| 21. Dezember | Erica Wallach                        | deutschamerikanische Lehrerin, Redakteurin und Übersetzerin                                                     | 71    |       |
| 22. Dezember | Oto Bihalji-Merin                    | jugoslawischer Maler und Kunsthistoriker                                                                        | 89    |       |
| 22. Dezember | Josef Dahinden                       | Schweizer Skilehrer, Schriftsteller und Filmemacher                                                             | 95    |       |
| 22. Dezember | Don DeFore                           | US-amerikanischer Film- und Theaterschauspieler                                                                 | 80    |       |
| 22. Dezember | Hermann Hoepke                       | deutscher Anatom und Hochschullehrer                                                                            | 104   |       |
| 22. Dezember | Stefan Kiszko                        | britisches Opfer eines Justizirrtums                                                                            | 41    |       |
| 22. Dezember | Rahel Liebeschütz-Plaut              | deutsche Physiologin                                                                                            | 99    |       |
| 22. Dezember | Alexander Mackendrick                | US-amerikanischer Regisseur                                                                                     | 81    |       |
| 22. Dezember | Ernst Schmidt                        | deutscher Motoren- und Motorradkonstrukteur                                                                     | 88    |       |
| 22. Dezember | Wilhelm Tarnogrocki                  | deutscher Leichtathlet                                                                                          | 89    |       |
| 23. Dezember | Lauchlin Bernard Currie              | kanadisch-US-amerikanisch-kolumbianischer Wirtschaftswissenschaftler                                            | 91    |       |
| 23. Dezember | Gertrude Duby-Blom                   | Schweizer Sozialistin, Fotografin, Anthropologin, Umweltschützerin und Journalistin                             | 92    |       |
| 23. Dezember | James Ellison                        | US-amerikanischer Schauspieler                                                                                  | 83    |       |
| 23. Dezember | Hans Escher                          | österreichischer Maler, Illustrator und Grafiker                                                                | 75    |       |
| 23. Dezember | Michael Faber                        | deutscher Fußballnationalspieler in der DDR                                                                     | 54    |       |
| 23. Dezember | August Kirsch                        | deutscher Leichtathlet, Sportwissenschaftler und Sportfunktionär                                                | 68    |       |
| 23. Dezember | John Nelson                          | britischer Offizier und Generalmajor des Heeres                                                                 | 81    |       |
| 23. Dezember | Marcello Neri                        | italienischer Radrennfahrer                                                                                     | 91    |       |
| 23. Dezember | Hans von Ploetz                      | hessischer Politiker (FDP), MdL und General der Bundeswehr                                                      | 89    |       |
| 23. Dezember | Hans-Georg Rauch                     | deutscher Zeichner und Grafiker                                                                                 | 54    |       |
| 23. Dezember | Sveinbjörn Beinteinsson              | isländischer Priester des Neopaganismus und Schriftsteller                                                      | 69    |       |
| 24. Dezember | Pierre Auger                         | französischer Physiker                                                                                          | 94    |       |
| 24. Dezember | Anita Dorris                         | deutsche Schauspielerin                                                                                         | 90    |       |
| 24. Dezember | Ivano Fontana                        | italienischer Boxer                                                                                             | 67    |       |
| 24. Dezember | Jupp Jost                            | deutscher Maler, Bildhauer, Designer                                                                            | 73    |       |
| 24. Dezember | Wilhelm Neudecker                    | deutscher Bauunternehmer und Fußballfunktionär                                                                  | 80    |       |
| 24. Dezember | Norman Vincent Peale                 | US-amerikanischer Pfarrer und Autor                                                                             | 95    |       |
| 24. Dezember | Wolfgang Roeder                      | deutscher Sänger, Humorist und Entertainer                                                                      | 67    |       |
| 24. Dezember | Georges Straka                       | tschechisch-französischer Romanist                                                                              | 83    |       |
| 24. Dezember | Yen Chia-kan                         | nationalchinesischer Politiker                                                                                  | 88    |       |
| 25. Dezember | Blandine Ebinger                     | deutsche Schauspielerin und Chansonniere                                                                        | 94    |       |
| 25. Dezember | Boris Kogan                          | sowjetisch-US-amerikanischer Schachspieler und -trainer                                                         | 53    |       |
| 25. Dezember | Otto Müller                          | Schweizer Bildhauer                                                                                             | 88    |       |
| 25. Dezember | Ignati Trofimowitsch Nowikow         | sowjetischer Politiker (KPdSU)                                                                                  | 86    |       |
| 25. Dezember | Horst Dietrich Preuß                 | deutscher lutherischer Theologe und Hochschullehrer                                                             | 66    |       |
| 25. Dezember | Ann Ronell                           | US-amerikanische Komponistin und Texterin                                                                       |       |       |
| 25. Dezember | Fernando Sylvan                      | osttimoresischer Dichter und Autor                                                                              | 76    |       |
| 25. Dezember | Nikolai Jefimowitsch Timkow          | russischer Maler                                                                                                | 81    |       |
| 26. Dezember | Dave Beck                            | US-amerikanischer Gewerkschaftsführer                                                                           | 99    |       |
| 26. Dezember | Ray Bray                             | US-amerikanischer American-Football-Spieler                                                                     | 76    |       |
| 26. Dezember | Max-Paul Engelmeier                  | deutscher Psychiater und Hochschullehrer                                                                        | 72    |       |
| 26. Dezember | Alexander Jungfleisch                | deutscher Jurist und Direktor der Landesversicherungsanstalt des Saarlandes                                     | 88    |       |
| 26. Dezember | Franz Laubenberger                   | deutscher Archivar, Leiter des Stadtarchivs Freiburg                                                            | 76    |       |
| 26. Dezember | Jeff Morrow                          | US-amerikanischer Schauspieler                                                                                  | 86    |       |
| 26. Dezember | Carlos Muñoz                         | ecuadorianischer Fußballspieler                                                                                 | 26    |       |
| 26. Dezember | Erkki Savolainen                     | finnischer Boxer                                                                                                | 76    |       |
| 26. Dezember | Max Thürkauf                         | Schweizer Naturwissenschaftler, Philosoph und Hochschullehrer                                                   | 68    |       |
| 27. Dezember | Runar Holmberg                       | finnischer Leichtathlet                                                                                         | 70    |       |
| 27. Dezember | Meliton Kantaria                     | sowjetischer Soldat                                                                                             | 73    |       |
| 27. Dezember | Evald Mikson                         | estnischer Fußballspieler                                                                                       | 82    |       |
| 27. Dezember | André Pilette                        | belgischer Autorennfahrer                                                                                       | 75    |       |
| 27. Dezember | Guy Raynaud de Lage                  | französischer Romanist und Mediävist                                                                            | 88    |       |
| 27. Dezember | Cedric Masey White                   | britischer Physiker                                                                                             | 95    |       |
| 28. Dezember | William Austin                       | US-amerikanischer Filmeditor                                                                                    | 90    |       |
| 28. Dezember | Alfonso Balcázar                     | spanischer Filmregisseur                                                                                        | 67    |       |
| 28. Dezember | Hans Rudolf Balmer                   | Schweizer Lehrer und Mundartschriftsteller                                                                      | 94    |       |
| 28. Dezember | Howard Caine                         | US-amerikanischer Schauspieler                                                                                  | 67    |       |
| 28. Dezember | Carl Friedrich Eisenberger           | deutscher Wirtschaftsjurist                                                                                     | 92    |       |
| 28. Dezember | Horst Hoffmann                       | deutscher Fußballspieler                                                                                        | 71    |       |
| 28. Dezember | Jennifer Lash                        | britische Künstlerin und Schriftstellerin                                                                       | 55    |       |
| 28. Dezember | Otto Michel                          | deutscher Theologe                                                                                              | 90    |       |
| 28. Dezember | Horst Schumann                       | deutscher Politiker (SED), MdV                                                                                  | 69    |       |
| 28. Dezember | William L. Shirer                    | US-amerikanischer Journalist, Historiker und Autor                                                              | 89    |       |
| 28. Dezember | Eberhard von und zu Steinfurth       | deutscher Politiker (NSDAP)                                                                                     | 84    |       |
| 29. Dezember | Hannskarl Bandel                     | deutsch-amerikanischer Bauingenieur                                                                             | 68    |       |
| 29. Dezember | Axel Corti                           | österreichischer Regisseur                                                                                      | 60    |       |
| 29. Dezember | Yvonne Desportes                     | französische Komponistin                                                                                        | 86    |       |
| 29. Dezember | Karl Endres                          | deutscher Basketballspieler                                                                                     | 82    |       |
| 29. Dezember | Lohengrin Filipello                  | Schweizer Fernsehmoderator                                                                                      |       |       |
| 29. Dezember | Hans Houtzager                       | niederländischer Leichtathlet                                                                                   | 83    |       |
| 29. Dezember | Mher Mkrttschjan                     | sowjetischer und armenischer Theater- und Filmschauspieler                                                      | 63    |       |
| 29. Dezember | Konstantin Wiktorowitsch Russakow    | sowjetischer Diplomat und Politiker                                                                             | 84    |       |
| 29. Dezember | Hans Steinitz                        | deutsch-US-amerikanischer Journalist und Buchautor                                                              | 81    |       |
| 29. Dezember | Grete Thiele                         | deutsche Politikerin (KPD, DKP), MdL, MdB                                                                       | 80    |       |
| 30. Dezember | Werner Baecker                       | deutscher Journalist                                                                                            | 76    |       |
| 30. Dezember | İhsan Sabri Çağlayangil              | türkischer Politiker                                                                                            |       |       |
| 30. Dezember | Sonny Costanzo                       | US-amerikanischer Jazzmusiker                                                                                   | 61    |       |
| 30. Dezember | Mack David                           | US-amerikanischer Songtexter und Komponist                                                                      | 81    |       |
| 30. Dezember | Giuseppe Occhialini                  | italienischer Physiker                                                                                          | 86    |       |
| 30. Dezember | Heimo Rau                            | deutscher Indologe                                                                                              | 81    |       |
| 30. Dezember | Arthur Rollini                       | US-amerikanischer Jazz- und Unterhaltungsmusiker                                                                | 81    |       |
| 30. Dezember | Reinhold Schulze                     | deutscher Ingenieur, Politiker (NSDAP, FDP), MdR, Publizist                                                     | 88    |       |
| 31. Dezember | Bernhard Braun                       | deutscher Arzt und Chemiker                                                                                     | 87    |       |
| 31. Dezember | Bill Cowley                          | kanadischer Eishockeyspieler                                                                                    | 81    |       |
| 31. Dezember | Arthur Dreifuss                      | deutscher Filmregisseur und -produzent sowie Drehbuchautor                                                      | 85    |       |
| 31. Dezember | Swiad Gamsachurdia                   | georgischer Schriftsteller, Dissident und Politiker                                                             | 54    |       |
| 31. Dezember | Christian Geelhaar                   | Schweizer Kunsthistoriker und Museumsdirektor                                                                   |       |       |
| 31. Dezember | Bob Johnson                          | US-amerikanischer Synchronsprecher                                                                              | 73    |       |
| 31. Dezember | Fred Kronström                       | deutscher Schauspieler und Sänger                                                                               | 94    |       |
| 31. Dezember | Fritz Mägerlein                      | deutscher Lehrer und Heimatforscher                                                                             | 90    |       |
| 31. Dezember | Betty McDowall                       | australische Schauspielerin in Film und Fernsehen                                                               | 69    |       |
| 31. Dezember | Samuel M. Steward                    | US-amerikanischer Schriftsteller                                                                                | 84    |       |
| 31. Dezember | Brandon Teena                        | US-amerikanisches Mordopfer auf Grund seiner Transgender-Identität                                              | 21    |       |
| 31. Dezember | Thomas J. Watson, Jr.                | US-amerikanischer Manager, IBM-Chef (1952–1971)                                                                 | 79    |       |
| Dezember     | René Fonjallaz                       | Schweizer Journalist, Faschist und Bobfahrer                                                                    |       |       |
| Dezember     | Earnest Goodsir-Cullen               | indischer Hockeyspieler                                                                                         | 81    |       |
| Dezember     | Annemarie Sörensen                   | deutsche Schauspielerin                                                                                         |       |       |